# Trent, Texas
Trent là một thị trấn thuộc quận Taylor, tiểu bang Texas, Hoa Kỳ. Năm 2010, dân số của thị trấn này là 337 người.

## Dân số
- Dân số năm 2000: 318 người.
- Dân số năm 2010: 337 người.